# 奈良県道37号桜井吉野線
奈良県道37号桜井吉野線（ならけんどう37ごう さくらいよしのせん）は、奈良県桜井市桜井を起点とし、奈良県吉野郡吉野町を終点とする県道（主要地方道）である。

## 概要
難所であった鹿路トンネル前後の急坂・隘路部分を抜本的に改良するべく2003年（平成15年）9月17日に新鹿路トンネル (L=2,466m) が開通した。同トンネル開通後も、桜井市飯盛塚地区では集落内部を縫って走る状態となっており大型車の通行は不可、さらに随所に交互信号機が設置されて桜井方面、吉野方面からの車両の通行を制御しているなど難所であったが、2005年（平成17年）4月22日に同地区を迂回するバイパス道路が開通し、大型車の通行も可能となった。ただし、桜井市倉橋・百市間では現在も狭隘な箇所が残る。

### 路線データ
- 起点：桜井市薬師町（薬師町交差点、国道165号交点）
- 終点：吉野郡吉野町（吉野山、奈良県道15号桜井明日香吉野線に連続）

## 歴史
- 1982年（昭和57年）
  - 4月1日 - 建設省（現・国土交通省）が主要地方道に指定。
  - 12月24日 - 奈良県が路線認定。
- 1993年（平成5年）5月11日 - 建設省から、主要県道桜井吉野線が桜井吉野線として主要地方道に指定される[1]。

## 路線状況

### 主なトンネル
- 新鹿路トンネル (L=2,466m)

### 重複区間
- 奈良県道15号桜井明日香吉野線（吉野郡吉野町志賀 - 吉野郡吉野町立野）
- 国道169号（吉野郡吉野町立野 - 吉野郡吉野町）

## 地理

### 通過する自治体
- 桜井市
- 吉野郡吉野町

### 交差する道路
| 交差する道路                 | 交差する場所 | 交差する場所 | 交差する場所 | 交差する場所 | 備考                                             |
| ---------------------------- | ------------ | ------------ | ------------ | ------------ | ------------------------------------------------ |
| 国道165号                    | 奈良県       | 桜井市       | 桜井市       | 薬師町       |                                                  |
| 奈良県道155号多武峯見瀬線    | 奈良県       | 桜井市       | 桜井市       | （八井内）   |                                                  |
| 奈良県道28号吉野室生寺針線   | 奈良県       | 吉野郡       | 吉野町       | （佐々羅）   |                                                  |
| 奈良県道15号桜井明日香吉野線 | 奈良県       | 吉野郡       | 吉野町       | （志賀）     | ※ここから吉野郡吉野町立野まで県道15号と重複      |
| 国道169号                    | 奈良県       | 吉野郡       | 吉野町       | （立野）     | ※ここから吉野郡吉野町桜橋北詰まで国道169号と重複 |
| 奈良県道39号五條吉野線       | 奈良県       | 吉野郡       | 吉野町       | （飯貝）     |                                                  |
| 奈良県道15号桜井明日香吉野線 | 奈良県       | 吉野郡       | 吉野町       | （吉野山）   |                                                  |

※ 交差する場所の括弧書きは地名、それ以外は交差点名で表示

### 沿線にある施設など
- 奈良県立奈良情報商業高等学校（旧：桜井商業高校）
- 崇峻天皇陵
- 聖林寺
- 談山神社
- 安楽寺
- 吉野駅